# NGC 1382
NGC 1382 é uma galáxia {{{typ}}} localizada na direcção da constelação de Fornax. Possui uma declinação de -35° 11' 44" e uma ascensão recta de 3 horas, 37 minutos e 09,0 segundos.